# Ménétréol-sur-Sauldre
 Ménétréol-sur-Sauldre  es una población y comuna francesa, situada en la región de  Centro, departamento de Cher, en el distrito de Vierzon y cantón de Aubigny-sur-Nère.

## Demografía
| 282 | 256 | 250 | 223 | 229 | 271 |
| Para los censos de 1962 a 1999 la población legal corresponde a la población sin duplicidades (Fuente: INSEE [Consultar]) |     |     |     |     |     |